# Hans Leo (Mediziner)
Hans Leo (* 27. März 1854 in Regenwalde, Pommern; † 30. September 1927 in Bonn) war ein deutscher Mediziner und Pharmakologe.

## Leben
Hans Leo, der Sohn des Arztes Ludwig Friedrich Leo, wuchs in Bonn auf, wohin seine Familie noch im Jahr seiner Geburt gezogen war. In Bonn besuchte er das Königliche Gymnasium und studierte anschließend Naturwissenschaften und Medizin in Göttingen (1873–1874) und Bonn (1874–1876). Während seines Studiums in Göttingen wurde er 1873 Mitglied der Burschenschaft Brunsviga. Schon während seines Studiums wandte er sich der Pharmakologie zu, die später sein Spezialgebiet wurde; außerdem konzentrierte er sich auf Chemie und Physiologie. Nach der Promotion (1876) arbeitete er in der Bonner Universitätsklinik.
1890 wurde Leo zum Leiter der Medizinischen Poliklinik und gleichzeitig zum außerordentlichen Professor an der Universität Bonn ernannt. 1913 erhielt er (als Nachfolger von Carl Binz) einen ordentlichen Lehrstuhl für Pharmakologie, den er bis zu seinem Tod innehatte. Von 1914 bis 1916 nahm Leo, bereits im fortgeschrittenen Alter, am Ersten Weltkrieg teil.